# Christer Nordling
Christer Gustaf Viktor Nordling, född 18 juli 1944 i Skeppsholms församling i Stockholm, är en svensk militär.

## Biografi
Nordling avlade studentexamen i Stockholm 1964. Han avlade sjöofficersexamen vid Kungliga Sjökrigsskolan 1967 och utnämndes samma år till fänrik i flottan. Han befordrades till löjtnant 1969, kapten 1972 och örlogskapten 1978. Han gick 1978–1980 Stabskursen på Marinlinjen vid Militärhögskolan. År 1985 befordrades han till kommendörkapten och var därefter kurschef vid Marinlinjen på Militärhögskolan. Han var chef för Organisations- och utrustningssektionen vid Marinstaben 1989–1993 och ordförande i Fartygsuttagningskommissionen 1990–1993. År 1994 befordrades han till kommendör och var chef för Andra minkrigsavdelningen 1994–1997 samt därpå chef för Militära sjösäkerhetsinspektionen vid Högkvarteret 1998–2004. Han var försvarsreseattaché vid ambassaden i Köpenhamn 1999–2005.
Christer Nordling invaldes 1995 som ledamot av Kungliga Örlogsmannasällskapet.